# U-309
| U-309                      | U-309                                                          | U-309                                                          |
| -------------------------- | -------------------------------------------------------------- | -------------------------------------------------------------- |
|                            |                                                                |                                                                |
|                            |                                                                |                                                                |
|                            |                                                                |                                                                |
| Під прапором               | Третій рейх                                                    | Третій рейх                                                    |
| Спуск на воду              | 5 грудня 1942 року                                             | 5 грудня 1942 року                                             |
| Виведений зі складу флоту  | 16 лютого 1945 року                                            | 16 лютого 1945 року                                            |
| Сучасний статус            | затоплений                                                     | затоплений                                                     |
| Проєкт                     |                                                                |                                                                |
| Тип ПЧ                     | Торпедний ДПЧ                                                  | Торпедний ДПЧ                                                  |
| Основні характеристики     |                                                                |                                                                |
| Швидкість (надводна)       | 17,7 вузла                                                     | 17,7 вузла                                                     |
| Швидкість (підводна)       | 7,6 вузла                                                      | 7,6 вузла                                                      |
| Робоча глибина занурення   | 100 м                                                          | 100 м                                                          |
| Гранична глибина занурення | 220 м                                                          | 220 м                                                          |
| Екіпаж                     | 44 особи                                                       | 44 особи                                                       |
| Розміри                    |                                                                |                                                                |
| Довжина найбільша (по КВЛ) | 67,1 м                                                         | 67,1 м                                                         |
| Ширина корпусу найб.       | 6,2 м                                                          | 6,2 м                                                          |
| Висота                     | 9,6 м                                                          | 9,6 м                                                          |
| Середня осадка (по КВЛ)    | 4,70 м                                                         | 4,70 м                                                         |
| Водотоннажність надводна   | 769 т                                                          | 769 т                                                          |
| Озброєння                  |                                                                |                                                                |
| Артилерія                  | одна палубна гармата калібру 88-мм, одна 20-мм зенітна гармата | одна палубна гармата калібру 88-мм, одна 20-мм зенітна гармата |
| Торпедно- мінне озброєння  | 4 носових і один кормовий ТА. 14 торпед або 26 мін             | 4 носових і один кормовий ТА. 14 торпед або 26 мін             |

U-309 — німецький підводний човен типу VIIC, часів Другої світової війни.
Замовлення на будівництво човна віддане 5 червня 1941 року. Човен заклали на верфі суднобудівної компанії «Flender Werke AG» у місті Любек 24 січня 1942 року під заводським номером 309, спущений на воду 5 грудня 1942 року, 27 січня 1943 року увійшов до складу 8-ї флотилії. Також за час служби входив до складу 11-ї, 9-ї та 33-ї флотилій.
Човен зробив 9 бойових походів, у яких потопив 1 судно.
16 лютого 1945 року потоплений у Північному морі східніше Морі-Ферт (58°09′ пн. ш. 02°23′ сх. д. / 58.150° пн. ш. 2.383° сх. д.) глибинними бомбами канадського фрегата «Сейнт Джон». Всі 47 членів екіпажу загинули.

## Командири
- Оберлейтенант-цур-зее Ганс-Герт Маргольц (27 січня 1943 — серпень 1944)
- Оберлейтенант-цур-зее Герберт Ледер (серпень 1944 — 16 лютого 1945)

## Потоплені та пошкоджені кораблі[3]
| Назва   | Тип            | Належність      | Дата          | Тоннаж (БРТ) | Вантаж | Статус    | Місце                                                      |
| Samneva | вантажне судно | Велика Британія | 24 липня 1944 | 7 219        | баласт | потоплено | 50°14′ пн. ш. 00°47′ зх. д. / 50.233° пн. ш. 0.783° зх. д. |